# Ventilair-Steria Cycling Team
Das Ventilair-Steria Cycling Team ist ein belgisches Radsportteam mit Sitz in Sint-Pieters-Leeuw.
Die Mannschaft besitzt seit 2005 eine UCI-Lizenz als Continental Team und nimmt hauptsächlich an Rennen der UCI Europe Tour teil. 2004 war die Mannschaft unter dem Namen Jong Vlaanderen 2016 bekannt und in den folgenden zwei Jahren unter Bodysol-Win for Life-Jong Vlaanderen. Der Sponsor  Omega Pharma ist ein Pharmakonzern, auch das ProTeam Silence-Lotto sponsert. Der Co-Sponsor Win for Life ist die belgische Staatslotterie. Seit Ende Juni 2012 hat das Team zwei neue Sponsoren und heißt Bofrost-Steria. Manager der Mannschaft ist Freddy Missotten, der von den Sportlichen Leitern Luc Corneillie und Danny Schets unterstützt wird.
Ende der Saison 2013 wird das Team aufgelöst.

## Saison 2013

### Erfolge in der UCI Europe Tour
| Datum     | Rennen                         | Kat. | Sieger         |
| --------- | ------------------------------ | ---- | -------------- |
| 11. April | 2. Etappe Tour du Loir-et-Cher | 2.2  | Jeroen Lepla   |
| 27. April | 3. Etappe Tour de Bretagne     | 2.2  | Timothy Dupont |
| 29. April | 5. Etappe Tour de Bretagne     | 2.2  | Timothy Dupont |

### Abgänge – Zugänge
| Zugänge             | Team 2012              | Abgänge               | Team 2013                          |
| ------------------- | ---------------------- | --------------------- | ---------------------------------- |
| Daniel Peeters      | Telenet-Fidea          | Benjamin Verraes      | Accent Jobs-Wanty                  |
| Joeri Calleeuw      | BCV Works Ingelmunster | Pieter Van Herck      | Crelan-Euphony                     |
| Michaël Cools       | Neoprofi               | Steve Schets          | Doltcini-Flanders                  |
| Jeff Luyten         | Neoprofi               | Kevin Verwaest        | Doltcini-Flanders                  |
| Ruben Pols          | Neoprofi               | Garrit Broeders       | To Win-Josan Cycling Team          |
| Rutger Roelants     | Neoprofi               | Niels Vandyck         | Vérandas Willems                   |
| Tim Van Speybroeck  | Neoprofi               | Walt De Winter        | U23 Lotto-Belisol Cycling Team     |
| Frederik Vandewiele | Neoprofi               | Louis Vervaeke        | U23 Lotto-Belisol Cycling Team     |
| Evert Vandromme     | Neoprofi               | Jens Vandenbogaerde   | Soenens-Contrukt Glas Cycling Team |
|                     |                        | Ingmar De Poortere    | Unbekannt                          |
|                     |                        | Arnaud Van Den Abeele | Unbekannt                          |

### Mannschaft
| Name                      | Geburtstag         | Nationalität | Team 2014                      |
| ------------------------- | ------------------ | ------------ | ------------------------------ |
| Joeri Calleeuw            | 5. August 1985     | Belgien      | Jielker Geldhof Cycling Team   |
| Michaël Cools             | 12. September 1994 | Belgien      | VL Technics-Abutriek           |
| Timothy Dupont            | 1. November 1987   | Belgien      | Roubaix Lille Métropole        |
| Joaquim Durant            | 29. Januar 1991    | Belgien      | Bofrost-Prorace Cycling Team   |
| Jeroen Lepla              | 13. August 1990    | Belgien      | VL Techinics Abutriek          |
| Jeff Luyten               | 9. Oktober 1992    | Belgien      |                                |
| Daniel Peeters            | 19. August 1993    | Belgien      |                                |
| Ruben Pols                | 3. November 1994   | Belgien      | Lotto-Belisol U23              |
| Rutger Roelants           | 29. Dezember 1992  | Belgien      | Van der Vurst Development Team |
| Brecht Ruyters            | 14. Mai 1993       | Belgien      | Lotto-Belisol U23              |
| Dylan Teuns               | 1. März 1992       | Belgien      | BMC Development Team           |
| Francesco Van Coppernolle | 16. April 1991     | Belgien      | Veranclassic-Doltcini          |
| Kevin Van Hoovels         | 31. Juli 1985      | Belgien      | Team 3M                        |
| Bert Van Lerberghe        | 29. September 1992 | Belgien      | EFC-Omega Pharma-Quick Step    |
| Tim Van Speybroeck        | 8. März 1991       | Belgien      | Team 3M                        |
| Frederik Vandewiele       | 11. Februar 1991   | Belgien      | Veranclassic-Doltcini          |
| Evert Vandromme           | 20. Januar 1993    | Belgien      | BVC-Soenens                    |
| Emiel Wastyn              | 1. Januar 1992     | Belgien      | Vérandas Willems               |

## Saison 2009

### Erfolge in der Europe Tour
| Datum      | Rennen                                        | Kat. | Fahrer              |
| ---------- | --------------------------------------------- | ---- | ------------------- |
| 18. April  | 4. Etappe Tour du Loir-et-Cher                | 2.2  | Sven Vandousselaere |
| 9. Mai     | 3. Etappe Tour du Haut Anjou                  | 2.2U | Sep Vanmarcke       |
| 23. August | Belgische Meisterschaft – Straßenrennen (U23) | NC   | Dimitri Claeys      |

## Platzierungen in UCI-Ranglisten
UCI Africa Tour
| Saison    | Mannschaftswertung | Fahrerwertung         |
| --------- | ------------------ | --------------------- |
| 2009      | 10.                | Joeri Calleeuw (8.)   |
| 2010-2012 | -                  | -                     |
| 2013      | 20.                | Joeri Calleeuw (188.) |

UCI Europe Tour
| Saison | Mannschaftswertung | Fahrerwertung              |
| ------ | ------------------ | -------------------------- |
| 2009   | 75.                | Sven Vandousselaere (327.) |
| 2010   | 48.                | Timothy Dupont (120.)      |
| 2011   | 61.                | Benjamin Verraes (212.)    |
| 2012   | 44.                | Timothy Dupont (129.)      |
| 2013   | 51.                | Timothy Dupont (40.)       |